# Alexandra Edebo
Alexandra Elisabeth Edebo (ur. 3 marca 1996 w Solna) – szwedzka narciarka dowolna, brązowa medalistka mistrzostw świata juniorów.
Po raz pierwszy na arenie międzynarodowej pojawiła się 4 lutego 2012 roku w Funäsdalen, gdzie w zawodach FIS zajęła 10. miejsce w skicrossie. W marcu 2015 roku wystąpiła na mistrzostwach świata juniorów w Chiesa in Valmalenco, zdobywając brązowy medal. W Pucharze Świata zadebiutowała 11 lutego 2017 roku w Idre Fjäll, zajmując 12. miejsce. Tym samym już w debiucie zdobyła pierwsze pucharowe punkty. Na podium zawodów tego cyklu pierwszy raz stanęła 1 lutego 2020 roku w Megève, kończąc rywalizację w skicrossie na trzeciej pozycji. W zawodach tych wyprzedziły ją jedynie Kanadyjka Marielle Thompson i kolejna Szwedka - Sandra Näslund.
W 2021 roku wystartował na mistrzostwach świata w Idre Fjäll, gdzie zajęła ósme miejsce w skicrossie.

## Osiągnięcia

### Igrzyska olimpijskie
| Miejsce | Dzień     | Rok  | Miejscowość | Konkurencja | Zwyciężczyni   |
| ------- | --------- | ---- | ----------- | ----------- | -------------- |
| 13.     | 17 lutego | 2022 | Pekin       | Skicross    | Sandra Näslund |

### Mistrzostwa świata
| Miejsce | Dzień     | Rok  | Miejscowość | Konkurencja | Zwyciężczyni   |
| ------- | --------- | ---- | ----------- | ----------- | -------------- |
| 8.      | 13 lutego | 2021 | Idre Fjäll  | Skicross    | Sandra Näslund |

### Puchar Świata

#### Miejsca w klasyfikacji generalnej
- sezon 2016/2017: 167.
- sezon 2017/2018: 141.
- sezon 2018/2019: 119.
- sezon 2019/2020: 17.

Od sezonu 2020/2021 klasyfikacja skicrossu zastąpiła klasyfikację generalną.
- sezon 2020/2021: 17.
- sezon 2021/2022: 9.

#### Miejsca na podium w zawodach
1. Megève – 1 lutego 2020 (skicross) – 3. miejsce
2. Arosa – 15 grudnia 2020 (skicross) – 1. miejsce
3. Idre Fjäll – 22 stycznia 2022 (skicross) – 2. miejsce